# 2006 FIFA 월드컵 (비디오 게임)
2006 FIFA 월드컵(2006 FIFA World Cup)은 2006년 FIFA 월드컵을 배경으로 만들어진 일렉트로닉 아츠의 비디오 게임으로 2006년에 출시되었다.

## 특징
유니폼의 그래픽이나 스타플레이어로 지정된 선수의 얼굴 그래픽은 실제 모습과 매우 비슷하며 뛰어난 편이다. 그러나 스타플레이어로 지정되지 않은 선수, 인지도가 낮은 국가대표팀의 선수는 실제 선수의 얼굴을 그래픽하지 않고 기본 그래픽대로 구현했다.
게임 모드는 게임 시작 모드와 월드컵 모드, 연습 모드, 챌린지 모드, 상점 모드 등등이 있다. 월드컵 모드는 처음 플레이할 때 기존의 2006년 FIFA 월드컵 예선, 본선 모드로 진행되며 같은 대륙의 팀에 한하여 팀을 교체할 수 있다.
챌린지 모드는 과거의 FIFA 월드컵 예선 경기, FIFA 월드컵 본선 경기 가운데 명승부 40경기를 다시 재현하여 플레이하는 모드이다. 미션의 결과에 따라서 금메달, 은메달, 동메달 순으로 메달을 획득할 수가 있다.
상점 모드는 고급 축구공, 고급 축구화, 클래식 플레이어, 클래식 유니폼 등등을 포인트로 구입할 수 있으며 포인트는 월드컵 모드나 챌린지 모드에서 미션을 클리어하면 얻을 수 있다.

## 게임에 등장하는 팀
2006년 FIFA 월드컵 본선에 진출한 32개국을 포함하여, 2006년 FIFA 월드컵 예선에서 적어도 한 경기 이상을 치른(기권, 불참한 팀은 제외) 127개 축구 국가대표팀이 등장한다.
남미 축구 연맹 (CONMEBOL)
- 아르헨티나
- 볼리비아
- 브라질
- 칠레
- 콜롬비아
- 에콰도르
- 파라과이
- 페루
- 우루과이
- 베네수엘라

북중미카리브 축구 연맹 (CONCACAF)
- 캐나다
- 코스타리카
- 엘살바도르
- 과테말라
- 온두라스
- 자메이카
- 멕시코
- 니카라과
- 파나마
- 세인트키츠 네비스
- 세인트빈센트 그레나딘
- 트리니다드 토바고
- 미국

유럽 축구 연맹 (UEFA)
- 알바니아
- 안도라
- 아르메니아
- 오스트리아
- 아제르바이잔
- 벨라루스
- 벨기에
- 보스니아 헤르체고비나
- 불가리아
- 크로아티아
- 키프로스
- 체코
- 덴마크
- 잉글랜드
- 에스토니아
- 페로 제도
- 핀란드
- 프랑스
- 조지아
- 독일
- 그리스
- 헝가리
- 아이슬란드
- 이스라엘
- 이탈리아
- 카자흐스탄
- 라트비아
- 리히텐슈타인
- 리투아니아
- 룩셈부르크
- 북마케도니아
- 몰타
- 몰도바
- 네덜란드
- 북아일랜드
- 노르웨이
- 폴란드
- 포르투갈
- 아일랜드
- 루마니아
- 러시아
- 산마리노
- 스코틀랜드
- 세르비아 몬테네그로
- 슬로바키아
- 슬로베니아
- 스페인
- 스웨덴
- 스위스
- 튀르키예
- 우크라이나
- 웨일스

아프리카 축구 연맹 (CAF)
- 알제리
- 앙골라
- 베냉
- 보츠와나
- 부르키나파소
- 카메룬
- 카보베르데
- 차드
- 코트디부아르
- 콩고 공화국
- 콩고 민주 공화국
- 이집트
- 가봉
- 가나
- 기니
- 케냐
- 라이베리아
- 리비아
- 말라위
- 말리
- 모로코
- 니제르
- 나이지리아
- 르완다
- 세네갈
- 남아프리카 공화국
- 수단
- 토고
- 튀니지
- 우간다
- 잠비아
- 짐바브웨

아시아 축구 연맹 (AFC)
- 바레인
- 중화인민공화국
- 홍콩
- 인도
- 이란
- 이라크
- 일본
- 조선민주주의인민공화국
- 대한민국
- 쿠웨이트
- 파키스탄
- 사우디아라비아
- 우즈베키스탄
- 베트남

오세아니아 축구 연맹 (OFC)
- 오스트레일리아
- 피지
- 뉴질랜드
- 솔로몬 제도
- 타히티섬
- 바누아투

## 평가
| 평론 점수 평론사 점수 DS GBA GC PC PS2 PSP 엑스박스 엑스박스 360 유로게이머 N/A N/A N/A N/A N/A N/A N/A 7/10 [ 1 ] 패미츠 N/A N/A N/A N/A 31/40 [ 2 ] N/A N/A N/A 게임 인포머 N/A N/A 8.5/10 [ 3 ] N/A 8.5/10 [ 3 ] N/A 8.5/10 [ 3 ] 8.5/10 [ 3 ] 게임프로 N/A N/A N/A N/A 4.5/5 [ 4 ] N/A N/A 4.5/5 [ 4 ] 게임스팟 7/10 [ 5 ] 4.3/10 [ 6 ] 8/10 [ 7 ] 8.1/10 [ 8 ] 7.7/10 [ 9 ] 8.4/10 [ 10 ] 7.8/10 [ 11 ] 8.2/10 [ 12 ] 게임스파이 N/A N/A 4/5 [ 13 ] N/A 4/5 [ 14 ] 3/5 [ 15 ] 4/5 [ 16 ] 3/5 [ 17 ] 게임존 N/A N/A N/A N/A 8/10 [ 18 ] 8.5/10 [ 19 ] 8.5/10 [ 20 ] 8.3/10 [ 21 ] IGN 7.5/10 [ 22 ] N/A 8/10 [ 23 ] 8.4/10 [ 24 ] 8.4/10 [ 24 ] 7.8/10 [ 25 ] 8.4/10 [ 24 ] 8.4/10 [ 24 ] 닌텐도 파워 7/10 [ 26 ] 7.5/10 [ 26 ] 7.5/10 [ 26 ] N/A N/A N/A N/A N/A OPM (US) N/A N/A N/A N/A 4/5 [ 27 ] 2.5/5 [ 28 ] N/A N/A OXM (US) N/A N/A N/A N/A N/A N/A 7/10 [ 29 ] 7.5/10 [ 29 ] PC 게이머 (US) N/A N/A N/A 70% [ 30 ] N/A N/A N/A N/A The A.V. Club N/A N/A B [ 31 ] N/A B [ 31 ] N/A B [ 31 ] N/A Detroit Free Press N/A N/A N/A N/A N/A N/A N/A 3/4 [ 32 ] 통합 점수 게임랭킹스 62% [ 33 ] 52% [ 34 ] 74% [ 35 ] 77% [ 36 ] 76% [ 37 ] 73% [ 38 ] 77% [ 39 ] 74% [ 40 ] 메타크리틱 71/100 [ 41 ] 57/100 [ 42 ] 76/100 [ 43 ] 77/100 [ 44 ] 77/100 [ 45 ] 72/100 [ 46 ] 77/100 [ 47 ] 72/100 [ 48 ] |        |        |        |        |        |        |          |              |
| 평론 점수 |        |        |        |        |        |        |          |              |
| 평론사 | 점수   | 점수   | 점수   | 점수   | 점수   | 점수   | 점수     | 점수         |
| 평론사 | DS     | GBA    | GC     | PC     | PS2    | PSP    | 엑스박스 | 엑스박스 360 |
| 유로게이머 | N/A    | N/A    | N/A    | N/A    | N/A    | N/A    | N/A      | 7/10         |
| 패미츠 | N/A    | N/A    | N/A    | N/A    | 31/40  | N/A    | N/A      | N/A          |
| 게임 인포머 | N/A    | N/A    | 8.5/10 | N/A    | 8.5/10 | N/A    | 8.5/10   | 8.5/10       |
| 게임프로 | N/A    | N/A    | N/A    | N/A    | 4.5/5  | N/A    | N/A      | 4.5/5        |
| 게임스팟 | 7/10   | 4.3/10 | 8/10   | 8.1/10 | 7.7/10 | 8.4/10 | 7.8/10   | 8.2/10       |
| 게임스파이 | N/A    | N/A    | 4/5    | N/A    | 4/5    | 3/5    | 4/5      | 3/5          |
| 게임존 | N/A    | N/A    | N/A    | N/A    | 8/10   | 8.5/10 | 8.5/10   | 8.3/10       |
| IGN | 7.5/10 | N/A    | 8/10   | 8.4/10 | 8.4/10 | 7.8/10 | 8.4/10   | 8.4/10       |
| 닌텐도 파워 | 7/10   | 7.5/10 | 7.5/10 | N/A    | N/A    | N/A    | N/A      | N/A          |
| OPM (US) | N/A    | N/A    | N/A    | N/A    | 4/5    | 2.5/5  | N/A      | N/A          |
| OXM (US) | N/A    | N/A    | N/A    | N/A    | N/A    | N/A    | 7/10     | 7.5/10       |
| PC 게이머 (US) | N/A    | N/A    | N/A    | 70%    | N/A    | N/A    | N/A      | N/A          |
| The A.V. Club | N/A    | N/A    | B      | N/A    | B      | N/A    | B        | N/A          |
| Detroit Free Press | N/A    | N/A    | N/A    | N/A    | N/A    | N/A    | N/A      | 3/4          |
| 통합 점수 |        |        |        |        |        |        |          |              |
| 게임랭킹스 | 62%    | 52%    | 74%    | 77%    | 76%    | 73%    | 77%      | 74%          |
| 메타크리틱 | 71/100 | 57/100 | 76/100 | 77/100 | 77/100 | 72/100 | 77/100   | 72/100       |

## 같이 보기
- FIFA (비디오 게임 시리즈)